# Cascada de Dzhur-Dzhur
La cascada de Dzhur-Dzhur (en ruso: ruso, en ucraniano: Bодопад Джур-Джур, en tártaro de Crimea: Curcur) es una cascada de Crimea situada en Rusia. La cascada es de 16 metros de alto y es una curiosidad turística popular. El nombre es una onomatopeya proveniente del armenio, que quiere decir "agua-agua".
La cascada está situada en una elevación de 468 metros sobre el nivel del mar y cuenta con una caída de agua de aproximadamente 16 metros de alto, y está considerada como la cascada más caudalosa de Crimea. No se seca nunca, incluso durante la época más calurosa.